# Panorpa bifasciata
Panorpa bifasciata är en näbbsländeart som beskrevs av Chou, Wang in Chou, Ran och Wang 1981. Panorpa bifasciata ingår i släktet Panorpa och familjen skorpionsländor. Inga underarter finns listade i Catalogue of Life.